# Berga (naturreservat)
Berga är ett naturreservat i Högsby kommun i Kalmar län.
Området är naturskyddat sedan 2010 och är 51 hektar stort. Reservatet som ligger i anslutning till en större gård består av  ädellövskog och sänkor som är rester från tegeltäkter.